# Colecistectomía
La colecistectomía es la intervención quirúrgica que se realiza para extraer una vesícula biliar enferma: vesícula que está infectada o inflamada (colecistitis), que está bloqueada (obstruida) por estar llena de cálculos biliares, o que tiene cáncer. Se puede realizar la operación de manera laparoscópica o abierta. Los síntomas desaparecen después de la cirugía en 90% de los pacientes, aunque hasta 10% continúa experimentando síntomas biliares; esta condición se llama el síndrome poscolecistectomía. Los riesgos de la cirugía incluyen daño al conducto biliar, infección, hemorragia, y cálculo retenido en el conducto biliar.

## Anatomía
El hígado es la glándula más voluminosa del cuerpo y pesa alrededor de 1,4 kg en el adulto promedio. La vesícula es un saco piriforme localizado en una depresión de la cara inferior del hígado. Tiene una longitud de 7-10 cm y depende del borde anteroinferior del hígado. Se distingue un fondo (con proyecciones hacia abajo desde el borde inferior del hígado), el cuerpo y el cuello (que se proyectan estos dos últimos hacia arriba). La bilis que se secreta en los hepatocitos, entra en los canalículos biliares (estrechos conductos intercelulares que desembocan en conductos biliares) desde los cuales pasan a los conductos biliares en la periferia de los lóbulos. Los conductos biliares emergen y forman por último los conductos hepáticos derecho e izquierdo, que se unen y abandonan el hígado como conducto hepático común. El conducto hepático común se une al conducto cístico de la vesícula biliar para formar el conducto colédoco.

Anatomía de la vesícula biliar

La mucosa de la vesícula biliar presenta un epitelio cilíndrico simple organizado en pliegues o rugosidades parecidas a los del estómago. La pared de la vesícula biliar carece de submucosa en el medio, la capa muscular de la pared consiste en fibras musculares lisas, y la contracción de estas fibras expulsa el contenido de la vesícula hacia el conducto cístico. La vesícula biliar está cubierta exteriormente por el peritoneo visceral.

## Indicaciones
Para realizar esta clase de intervención quirúrgica el paciente debe presentar una o más de las siguientes enfermedades y/o lesiones de la vesícula biliar:
1. Cálculos biliares (colelitiasis) con cólico biliar: Cólico biliar ocurre cuando un cálculo biliar obstruye temporariamente el conducto cístico. Se presenta con dolor en el cuadrante superior derecho del abdomen que puede irradiar al hombro derecho. Puede ser dolor sordo o bien un cólico agudo, y puede resultar en náuseas o vómitos. El dolor típicamente ocurre después de la ingesta de comidas grasas ya que estas comidas causan contracción de la vesícula.[2] El dolor puede durar entre algunos minutos y varias horas, aunque tiende a alcanzar su punto máximo entre una hora y resolver durante una a cinco horas. Después del primer ataque de cólico biliar, más que 50% de personas tendrán otro ataque dentro de dos años y más que 90% lo tendrán dentro de 10 años.[3] Los cálculos biliares que causan cólico biliar son la indicación más común para una colecistectomía. El tratamiento quirúrgico no es necesario para cálculos biliares que no causan síntomas.[4]
2. Inflamación por infección (colecistitis): La colecistitis es la complicación más frecuente de los cálculos biliares. La gran mayoría de los casos de colecistitis (90-95%) se produce por cálculos biliares que obstruyen la vía biliar.[5] Si el bloqueo es incompleto, la persona presenta con cólico biliar. Si el bloqueo es completo, la acumulación de bilis puede causar infección. La colecistitis presenta con síntomas semejantes a los del cólico biliar, pero el dolor de colecistitis típicamente dura más que seis horas y ocurre con síntomas de infección, incluso fiebre, escalofríos, y aumento en el recuento de glóbulos blancos. También se puede presentar con el signo de Murphy, lo que refiere al cese de respiración cuando el paciente respira profundamente mientras se realiza una compresión debajo del reborde costal derecho.[5] Con poca frecuencia (5-10%) la colecistitis se presenta en personas que no tienen cálculos, una condición llamada la colecistitis acalculosa. La colecistitis acalculosa generalmente se desarrolla como consecuencia de una enfermedad grave, como traumatismos intensos, fallo multiorgánico, infecciones del torrente sanguíneo, cirugía mayor recién, o alimentación intravenosa prolongada.[5] La gente con ataques repetidos de colecistitis agudo se puede desarrollar la colecistitis crónica. La colecistectomía es el tratamiento estándar de la colecistitis aguda.
3. Vesícula escleroatrófica o de porcelana: La vesícula escleroatrófica y la vesícula de porcelana son consecuencias de la colecistitis crónica. La vesícula escleroatrófica es pequeña y tiene una pared fibrosa debido a inflamación crónica.[6] La vesícula de porcelana se define como una vesícula con depósitos de calcio en la pared. Las personas con la vesícula de porcelana tienen un mayor riesgo de padecer cáncer de vesícula biliar.[6]
4. Bloqueo del conducto biliar común (coledocolitiasis) o colangitis: Colangitis es una inflamación o infección de la vía biliar que se presenta después de una obstrucción del conducto biliar común, generalmente debido a un cálculo biliar. Si hay coledocolitiasis o colangitis, se recomienda la colecistectomía optativa después del tratamiento del episodio agudo y la resolución de los síntomas para prevenir la recidiva de complicaciones biliares.[7]
5. Pancreatitis por cálculos biliares: Pancreatitis por cálculos biliares es una complicación grave de enfermedad biliar en la cual la obstrucción del conducto pancreático por un cálculo biliar resulta en inflamación del páncreas. Aunque la colecistectomía no es el tratamiento inicial para esta condición, es importante extraer la vesícula biliar después de la resolución de los síntomas para prevenir otro episodio.[8]
6. Cáncer de vesícula biliar: Es una indicación rara para la colecistectomía. Si se sospecha el cáncer, los médicos no usan cirugía laparoscópica y prefieren realizar una colecistectomía extendida que remueve la vesícula, los ganglios linfáticos regionales, y parte del hígado.[9]

## Contraindicaciones
No hay contraindicaciones específicas de la colecistectomía y por lo general se la considera una cirugía de bajo riesgo. Las contraindicaciones absolutas de la colecistectomía son iguales que las de cualquier cirugía abdominal: alteraciones graves de la coagulación, la incapacidad de tolerar la anestesia, etc. Las contraindicaciones relativas incluyen cirrosis con hipertensión portal, colangitis o coledocolitiasis aguda, obesidad mórbida, y enfermedad cardiopulmonar severa. La elección de hacer o no hacer la colecistectomía en estos pacientes depende del paciente y del cirujano.
En el pasado, el embarazo era una contraindicación de la colecistectomía y los médicos intentaban retrasar la cirugía hasta después del parto. Sin embargo, hoy se reconocen los riesgos de aplazar la cirugía y el embarazo ya no se considera una contraindicación absoluta. Generalmente se recomienda la cirugía durante el segundo trimestre o al comienzo del tercer trimestre, pero se puede realizar la colecistectomía durante cualquier trimestre del embarazo. Las pacientes embarazadas con cólico severo o colecistitis que no se someten a la colecistectomía tienen mayor riesgo de parto prematuro, hospitalización, y otras complicaciones.

## Procedimiento quirúrgico

### Antes de la cirugía
Antes de la cirugía, la evaluación típicamente incluye análisis de sangre incluso un conteo sanguíneo completo y pruebas de función hepática. Si es una operación electiva, el paciente no debe comer ni beber durante las 8 horas antes de la cirugía. Se puede introducir una sonda nasogástrica para quitar el gas del estómago y se puede introducir un catéter para vaciar la vejiga. La profilaxis antibiótica antes de la cirugía electiva es un tema controvertido; aunque algunas investigaciones han demostrado que los antibióticos pueden mejorar la tasa de infección del sitio quirúrgico, otras sugieren que no hay diferencia. Sin embargo, se debe usar la profilaxis antibiótica para los pacientes que tienen alto riesgo de infección.

### Anestesia
Se aplica anestesia general, balanceada en pacientes con alto riesgo. Se puede utilizar bloqueo epidural o anestesia local en posición decúbito dorsal, lavado mecánico de la región abdominal desde torso hasta 3/4 partes de ambos muslos.

### Modos de extracción

#### Colecistectomía abierta
Se realiza una incisión alrededor de 15 cm en el lado derecho del abdomen debajo del borde de las costillas. El hígado se mueve para exponer la vesícula. Las venas y los conductos biliares (arteria cística y conducto cístico) se deben cortar y se extrae la vesícula. El colédoco (conducto común de bilis) se examina para comprobar la presencia de cálculos o posibles bloqueos. Aunque la colecistectomía laparoscópica es el tratamiento estándar de colecistitis aguda y los cálculos biliares sintomáticos, se puede usar la colecistectomía abierta en casos de colecistitis grave, hipertensión portal, cirrosis, fístula de la vesícula biliar, cáncer de la vesícula biliar, e historia de cirugía abdominal con adherencias posquirúrgicas. Además, se puede convertir la operación de laparoscópica a abierta si hay dificultades durante el procedimiento, incluso anatomía complicada, vista incompleta por la cámara, o descubrimiento de cáncer.

#### Colecistectomía laparoscópica

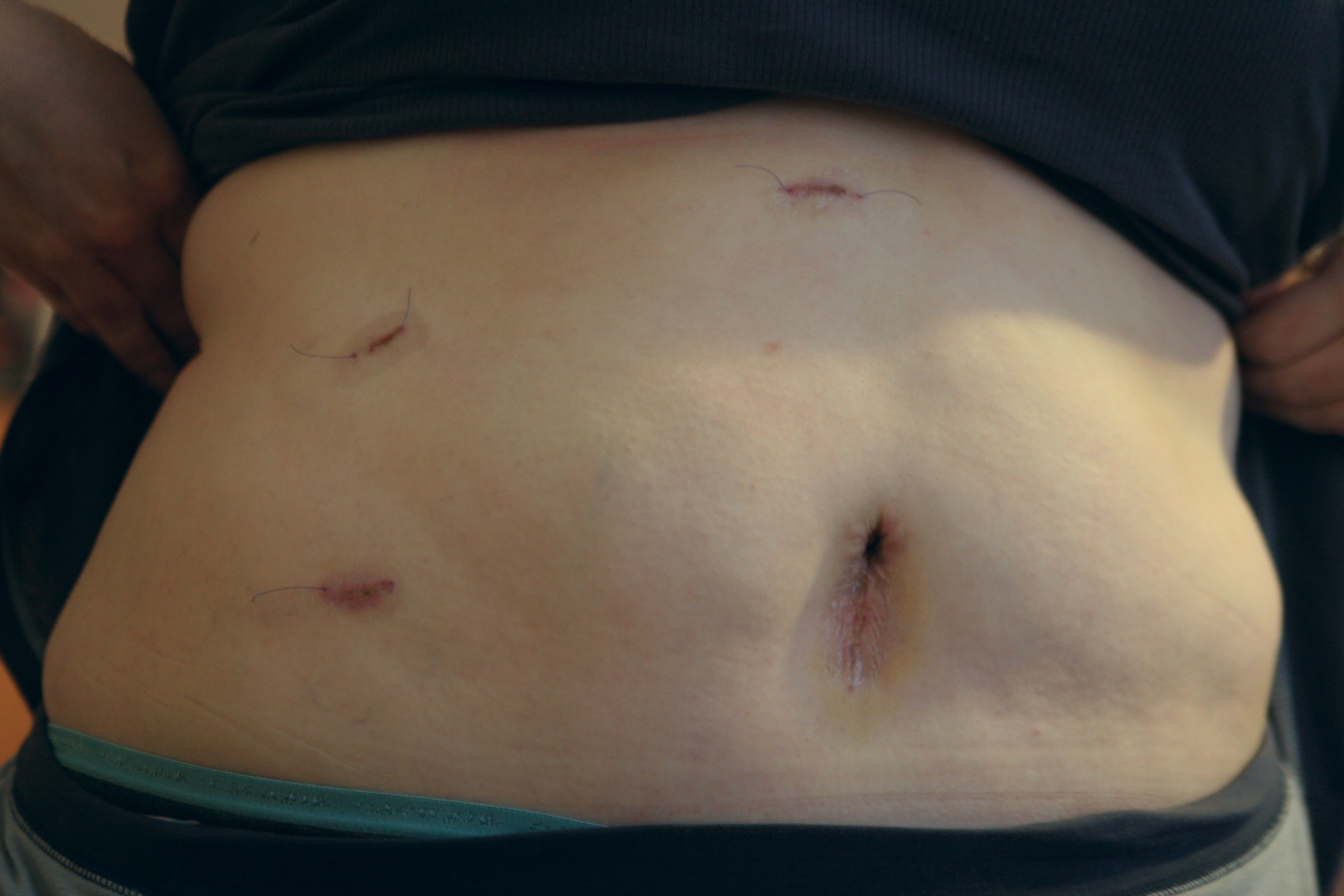
La colecistectomía laparoscópica se realiza mediante cuatro incisiones pequeñas: tres en el cuadrante derecho del abdomen y una en el ombligo

Por lo general, se hace mediante tres o cuatro incisiones pequeñas, aunque hay nuevos métodos que usan una sola incisión abdominal. Se insertan puertos (tubos huecos) en las incisiones, y se infla el abdomen con gas de dióxido de carbono para que el cirujano pueda ver los órganos abdominales durante la cirugía. Se colocan una cámara con luz y las herramientas quirúrgicas en los puertos. Se identifican, se diseccionan, y se cortan la arteria cística y el conducto cístico para extraer la vesícula. Las disecciones se pueden hacer de forma anterógrada o retrograda. La vesícula biliar se extirpa a través de una de las incisiones. En comparación con la operación abierta, la operación laparoscópica resulta en menos complicaciones, estancias más cortas en el hospital, y recuperaciones más rápidas.

### La biopsia
Se debe hacer un examen patológico después de la extirpación de la vesícula biliar para confirmar la diagnosis y buscar cáncer oculto. Se descubre el cáncer oculto en aproximadamente 1 % de las colecistectomías. Si se encuentra el cáncer de la vesicular biliar, normalmente se requiere otra operación para extraer los ganglios linfáticos regionales y parte del hígado.

### Manejo posoperativo
Después de la operación, la mayoría de los pacientes se interna en el hospital para observación y control de dolor y náuseas. Por lo general, si no hay complicaciones el paciente puede regresar a casa el mismo día después de una cirugía laparoscópica o en uno a dos días después de una cirugía abierta.

## Riesgos
Los riesgos de la colecistectomía incluyen los de cualquier intervención bajo anestesia general: reacciones a la medicación, problemas respiratorios, hemorragia, infección. La Calculadora de Riesgo ACS (el Colegio Americano de Cirujanos, o American College of Surgeons en inglés) presenta los porcentajes siguientes:
| Riesgo                                 | Porcentaje para el paciente promedio: Abierta | Porcentaje para el paciente promedio: Laparoscópica |
| -------------------------------------- | --------------------------------------------- | --------------------------------------------------- |
| Neumonía                               | 1.7%                                          | 0.2%                                                |
| Complicación cardíaca                  | 0.7%`                                         | 0.1%                                                |
| Infección de la herida                 | 7.6%                                          | 1.0%                                                |
| Infección del tracto urinario          | 1.5%                                          | 0.5%                                                |
| Coágulo de sangre                      | 1.0%                                          | 0.2%                                                |
| Insuficiencia renal                    | 0.9%                                          | 0.5%                                                |
| Regresar a cirugía                     | 3.3%                                          | 0.8%                                                |
| Muerte                                 | 0.8%                                          | 0.1%                                                |
| Cálculo retenido en el conducto biliar | 4% al 40%                                     | 4% al 40%                                           |

### Lesión en el conducto biliar

Anatomía de la vía biliar: El daño al conducto biliar ocurre cuando se confunde el conducto biliar con el conducto cístico durante la colecistectomía

Una complicación más específica de la colecistectomía es daño al conducto biliar. Daño al conducto biliar durante la colecistectomía generalmente ocurre cuando se confunde el conducto biliar con el conducto cístico durante la operación. El daño al conducto biliar resulta en la fuga de bilis al abdomen, y por eso es una complicación grave. La colecistectomía laparoscópica tiene un riesgo más alto de daño al conducto biliar que el procedimiento abierto: 0.3-0.5% en la colecistectomía laparoscópica comparado con 0.1-0.2% en la abierta. En el procedimiento laparoscópico, se identifica el daño a la vía biliar durante la operación en aproximadamente un tercio de los casos, y para el resto de los casos se nota el daño durante el periodo posoperativo. Los síntomas de daño al conducto biliar incluyen dolor abdominal, fiebre, peritonitis, ictericia obstructiva, y aumento de fosfatasa alcalina y bilirrubina total. Por lo general, si una persona no sigue el curso posoperativo esperado, se debe considerar el daño al conducto biliar. El mejor tratamiento es reconstrucción quirúrgica del tracto biliar.

## Pronóstico postquirúrgico
El resultado de la colecistectomía es habitualmente bueno. Los síntomas desaparecen completamente en el 90% de los pacientes. Sin embargo, hasta 10% de los pacientes desarrolla el síndrome poscolecistectomía. Este síndrome se caracteriza por dolor abdominal, indigestión, u otros síntomas biliares que continúan después de la colecistectomía. La etiología del síndrome poscolecistectomía puede ser biliar (trastorno del esfínter de Oddi, retención de un cálculo, fuga de bilis, etc.) o no biliar (reflujo gastroesofágico, gastritis, pancreatitis crónica, etc.).
Algunas personas desarrollan diarrea después de la colecistectomía. En la mayoría de los casos, la diarrea dura unas semanas o unos meses, pero a veces puede durar hasta años. La investigación sugiere que la diarrea se desarrolla a causa del drenaje directo de bilis en los intestinos. La liberación constante de bilis tiene un efecto laxante. La diarrea poscolecistectomía se puede tratar con cambios alimenticios como reducción del consumo de grasa, aumento de fibra en la dieta, y limitación de las porciones, o con medicamentos como la colestiramina, la cual disminuye el efecto laxante de la bilis.

## Alternativas a la cirugía
Hay varias alternativas a la colecistectomía para la gente que no quieren cirugía o para las personas que no pueden soportar una cirugía mayor.

### Tratamiento conservador
Se recomienda la espera en observación si la persona tiene cálculos biliares pero no tiene síntomas. También se puede esperar en observación si hay cólico biliar que solo causa dolor leve que se puede controlar con medicamentos como los antiinflamatorios no esteroides (AINE). Cambios a la dieta y limitación del consumo de grasa se pueden usar para bajar el riesgo de sufrir otros ataques de cólico biliar. El tratamiento conservador de la colecistitis aguda implica combatir la infección con uso de antibióticos parenterales y líquidos IV. Por lo general se recomienda el tratamiento conservador de la colecistitis solo para la gente en la cual la cirugía abdominal tiene un riesgo muy alto.

### CPRE

CPRE: Se inserta un endoscopio en la boca hasta la primera parte del intestino delgado y se inyecta un tinte en la vía biliar para ver los cálculos

Colangiopancreatografía retrógrada endoscópica, o CPRE, es un procedimiento endoscópico que puede extraer cálculos biliares de la vía biliar o el conducto pancreático, colocar un stent, y dilatar los conductos. En este procedimiento, se inserta un endoscopio (una cámara dentro de un tubo largo y delgado) en la boca hasta la primera parte del intestino delgado. Se inyecta medio de contraste (un tipo de tinte) en la vía biliar para ver cálculos u otros bloqueos, y el endoscopio puede extraer los cálculos. Sin embargo, la CPRE no puede extraer cálculos de la vesícula y por eso no se la considera tratamiento definitivo. Si la persona continúa sufriendo de complicaciones de cálculos biliares, es probable que necesite una colecistectomía.

### Colecistostomía percutánea
La colecistostomía percutánea se refiere al drenaje de la vesícula biliar a través de un tubo pequeño que pasa por la pared del abdomen. Se realiza con la ayuda de imágenes radiológicas, generalmente el ultrasonido, para confirmar la posición adecuada del tubo. Por lo general, se reserva la colecistostomía para la gente con colecistitis aguda o colangitis que no tolerará una cirugía abdominal. Las ventajas de la colecistostomía para estos pacientes incluyen: no requiere anestesia general, puede realizarse al lado de la cama, el procedimiento es rápido, tiene una tasa de éxito superior al 95%, y la tasa de complicaciones es baja. Además, después de tratar la enfermedad aguda con la colecistostomía percutánea, se puede realizar una colecistectomía electiva.

## Historia

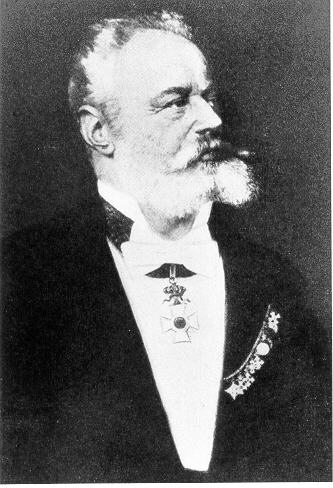
Carl Langenbuch realizó la primera colecistectomía en 1882

Carl Langenbuch realizó la primera colecistectomía en el Hospital Lazarus en Berlín el 15 de julio de 1882. Para aprender la anatomía Langenbuch había realizado varias disecciones en cadáveres antes de intentar realizar la cirugía. La base de esta innovación quirúrgica era algunas investigaciones bien olvidadas del siglo XVII que demostraron que los animales podrían sobrevivir sin la vesícula biliar. Antes de esta colecistectomía exitosa, los médicos trataban los cálculos biliares sintomáticos con la colecistostomía y extracción de los cálculos. Aunque la colecistectomía era controvertida al principio, antes de 1900 se había realizado más de 100 colecistectomías exitosas. En una presentación al Congreso de la Sociedad Alemana de Cirugía en 1913 en Berlín, el cirujano Hans Kehr afirmó la superioridad de la colecistectomía sobre la colecistostomía con respecto a la tasa de mortalidad y la resolución de síntomas.

### La colecistectomía laparoscópica
Erich Mühe realizó la primera colecistectomía laparoscópica el 12 de septiembre de 1985 en Böblingen, Alemania. Las operaciones laparoscópicas que los ginecólogos ya realizaban y la primera apendicectomía laparoscópica (realizada en 1980) servían como inspiración para intentar realizar la colecistectomía de manera laparoscópica. Mühe presentó la técnica nueva al Congreso de la Sociedad Alemana de la Cirugía en 1986 y dijo que su técnica laparoscópica resultaba en una reducción de dolor posquirúrgico y estancias más cortas en el hospital. Sin embargo, Mühe enfrentaba mucha resistencia de la sociedad quirúrgica y el público en general, incluso una acusación de homicidio involuntario después de la muerte de uno de sus pacientes. Se exoneró a Mühe en 1990, cuando investigaciones adicionales encontraron que la muerte no fue causada por su técnica laparoscópica. En 1992, el Congreso de la Sociedad Alemana de la Cirugía reconoció a Mühe por su trabajo pionero.
Philippe Mouret era un cirujano que tenía un papel grande en la popularización de la colecistectomía laparoscópica. Mouret realizó su primera colecistectomía laparoscópica el 17 de marzo de 1987 en Lyon, Francia. La colecistectomía laparoscópica se mejoraba y se popularizaba en Francia, y esta nueva técnica se difundía alrededor del mundo entre tres años. En 2013, la colecistectomía laparoscópica se aceptó como tratamiento estándar de cálculos biliares y colecistitis aguda en lugar de la colecistectomía abierta.